# إم بي سي مصر دراما
إم بي سي مصر دراما (بالإنجليزية: MBC Masr Drama) هي إحدى قنوات مجموعة إم بي سي، انطلقت في 20 فبراير 2025 بالتزامن مع قرب بدء الموسم الرمضاني، وتتميز بتقديم مجموعة متنوعة من المسلسلات والبرامج الدرامية على مدار الساعة، بدءًا من أبرز المسلسلات المصرية والتي أُعِدَّت القناة لها خصيصًا، مرورًا بالدراما السورية والتركية، وصولًا إلى الأعمال العربية المشتركة وغيرها من الإنتاجات التي تحقق نسب مشاهدة عالية وإقبالًا جماهيريًّا كبيرًا.

## مسلسلات عرضت في رمضان 2025
1. مسلسل سيد الناس
2. مسلسل إش إش
3. مسلسل أشغال شقة جداً
4. مسلسل 80 باكو
5. مسلسل منتهي الصلاحية
6. مسلسل نص الشعب اسمه محمد
7. مسلسل معاوية

## انظر أيضّاً
- إم بي سي 1
- إم بي سي 2
- إم بي سي 3
- إم بي سي 4
- إم بي سي 5
- إم بي سي دراما
- إم بي سي أكشن
- إم بي سي ماكس
- إم بي سي الفارسية
- إم بي سي بوليوود
- إم بي سي مصر
- إم بي سي مصر 2
- مركز تلفزيون الشرق الأوسط
- إم بي سي العراق
- إم بي سي برو سبورت +4 قنوات
- شاهد.نت
- إم بي سي إف إم
- بانوراما إف إم
- قناة العربية
- قناة الحدث
- إم بي سي بلس دراما